# Curtiss XA-14
Curtiss XA-14 là một loại máy bay cường kích được Quân đoàn Không quân Lục quân Hoa Kỳ thử nghiệm trong thập niên 1930. Nó có thể bay nhanh như một máy bay tiêm kích tiêu chuẩn đang được biên chế vào thời điểm thử nghiệm.

## Tính năng kỹ chiến thuật (XA-14)
Dữ liệu lấy từ USAF Museum
Đặc điểm tổng quát
- Kíp lái: 2
- Chiều dài: 40 ft 3 in (12,3 m)
- Sải cánh: 59 ft 5 in (18,11 m)
- Chiều cao: 10 ft 9 in (3,3 m)
- Trọng lượng cất cánh tối đa: 11.750 lb (5.330 kg)
- Động cơ: 2 × Wright R-1670-5, 775 hp (578 kW)  mỗi chiếc

 Hiệu suất bay 
- Vận tốc cực đại: 254 mph (221 kn, 409 km/h)
- Tầm bay: 825 mi (717 nmi, 1.328 km)
- Trần bay: 27.100 ft (8.260 m)

Trang bị vũ khí

- 4 × súng máy M1919 Browning.30 in (7,62 mm)
- 1 × súng máy.30 in (7,62 mm)
- 650 lb (295 kg) bom